# Pepperell (condado de Middlesex, Massachusetts)
Pepperell é um lugar designado pelo censo localizado no condado de Middlesex no estado estadounidense de Massachusetts. No Censo de 2010 tinha uma população de 2.504 habitantes e uma densidade populacional de 454,11 pessoas por km².

## Geografia
Pepperell encontra-se localizado nas coordenadas 42° 40′ 32″ N, 71° 35′ 32″ O. Segundo a Departamento do Censo dos Estados Unidos, Pepperell tem uma superfície total de 5.51 km², da qual 5.33 km² correspondem a terra firme e (3.33%) 0.18 km² é água.

## Demografia
Segundo o censo de 2010, tinha 2.504 pessoas residindo em Pepperell. A densidade populacional era de 454,11 hab./km². Dos 2.504 habitantes, Pepperell estava composto pelo 95.05% brancos, o 1.04% eram afroamericanos, o 0.16% eram amerindios, o 1.52% eram asiáticos, o 0.04% eram insulares do Pacífico, o 0.76% eram de outras raças e o 1.44% pertenciam a duas ou mais raças. Do total da população o 2.04% eram hispanos ou latinos de qualquer raça.